# F-41A
arrows Be4 F-41A（アローズ ビーフォー エフ ヨンイチ エー）は富士通コネクテッドテクノロジーズ（現・FCNT）から発売された、NTTドコモの第3.9世代移動通信システム（Xi）と第3世代移動通信システム（FOMA）のデュアルモード端末で、ドコモ スマートフォン（4G）（spモード）の一つである。

## 概要
2019年6月に発売されたarrows Be3 F-02Lの後継となるミドルレンジの端末で、arrows Beシリーズの4作目となることから「4」が付けられている。
また、ドコモでは2020年春モデルから2008年改定規則の付番をベースに、十の位の数字が"5"であれば5G対応端末、"4"であれば4G対応端末となる新たな規則が導入されたため、富士通コネクテッドテクノロジーズ製の端末では2020年改定規則に則った最初の端末となる（なお、同社製の5G対応端末はarrows 5G F-51Aが第1号となる）。

## 特徴
前機種のF-02L同様、企画・開発・組み立て・サポートを国内で行う「日本製」の端末である。
指紋認証、ストラップホール、おサイフケータイ等の基本機能を備えるほか、歩数・心拍数・睡眠・血圧の管理が可能なアプリ「ララしあコネクト」をプリインストール、迷惑電話や還付金詐欺への対策も施され、電話帳に登録されていない番号から着信があった時に発信者側にけん制メッセージを自動で伝え、通話中は音声認識技術を用いて会話を解析し、還付金詐欺のリスクを自動で検出して発信者側へのけん制と受信者への注意喚起を同時に行う機能を搭載（事前設定が必要）。これにより、全国防犯協会連合会の「優良迷惑電話防止機器」（優良防犯電話）の推奨を受けている。
設定することで文字や表示が大きくなり操作が容易になる「シンプルモード」では、画面レイアウトを変更。ホーム画面の下によく使う連絡先を登録可能な「短縮ダイヤル」が新たに配置され、「かんたん電話」や「かんたん電話帳」も採用された。
キーボードは通常モードだけでなく、文字やボタンが大きめの「かんたんキーボード」やケータイと同じ配列とした「ケータイキーボード」への切り替えが可能となり、カメラ機能では、背景ぼかしのレベルの調整が容易な「ポートレートモード」が搭載される。
よく利用するアプリに特定の指紋を紐づけることで、指紋センサーに触れるだけで画面ロック解除とアプリ起動を同時に行う「FASTフィンガーランチャー」を搭載。初期設定時は指紋対応のランチャーが立ち上がり、指で触れたまま起動したいアプリの方向へ指をスライドしてアプリを起動するランチャーモードとなっているが、ダイレクトモードへの切替も可能である。
学生への利用にも対応し、アプリの利用制限、学校や塾の時間では使用不可となるように時間帯を設定、1日の利用可能時間の上限を設定可能な「ジュニアモード」が搭載された。
本端末ではワンセグが非搭載となったが、民放連ラジオ委員会推奨の「ラジスマ」端末となり、「radiko+FM」アプリを利用したインターネットラジオとFMラジオ放送の聴取が可能なハイブリッドラジオとなっており、AMラジオ放送の番組をFMで聴取可能なワイドFMにも対応する（FMラジオ放送は別売りのイヤホンケーブルを用いることで聴取可能）。
防水・防塵、アメリカ国防総省の納品規格であるMIL規格（23項目）準拠、高さ1.5mから26方向でコンクリートに落下させる試験をクリア、市販の泡タイプのハンドソープや液体タイプの食器用洗剤を使用した洗浄に加え、所定の試験方法による検証実施済みにより、市販のアルコール除菌シートによる拭き取りや、プッシュタイプの液剤の噴霧にも対応した。

## 歴史
- 2020年
  - 3月18日 - 2020年春モデルの1機種として開発を発表[4]。
  - 6月19日 - 発売日を発表[5]。
  - 6月25日 - 発売開始。

## アップデート
最新のアップデートを適用すると、過去に行われた不具合改善・機能追加・セキュリティパッチ更新に関するすべてのアップデートが適用される。ただし、最新のアップデートを適用するには、2021年8月19日のOSバージョンアップを適用する必要がある。
2020年8月4日のアップデート
- 壁紙設定時の不具合（特定の画像を設定するとまれにフリーズ/再起動する場合がある）が改善される
- セキュリティ更新が行われ、設定メニューのセキュリティパッチが2020年7月となる
- ビルド番号がV15R063Cへ変更される

2020年10月5日のアップデート
- ロック画面時の不具合（時刻表示が更新されない場合がある）が改善される
- 電話機能の不具合（発着信時に連絡先の名前が表示されない場合がある）が改善される
- セキュリティ更新が行われ、設定メニューのセキュリティパッチが2020年9月となる
- ビルド番号がV15R063CからV16R064Dへ変更される

2020年11月30日のアップデート
- アプリに関する不具合（デフォルトアプリにて設定されたアシストアプリをなしにしても起動する場合がある）が改善される
- セキュリティ更新が行われ、設定メニューのセキュリティパッチが2020年11月となる
- ビルド番号がV16R064DからV17R065Bへ変更される

2021年2月1日のアップデート
- 端末起動に関する不具合（SDカードを挿入した状態では起動できない場合がある）が改善される
- マナーモードに関する不具合（設定画面がうまく表示されない場合がある）が改善される
- セキュリティ更新が行われ、設定メニューのセキュリティパッチが2021年1月となる
- ビルド番号がV17R065BからV18R067Aへ変更される

2021年3月31日のアップデート
- Wi-Fi接続中の不具合（アクセスポイントに応答できない場合がある）が改善される
- セキュリティ更新が行われ、設定メニューのセキュリティパッチが2021年3月となる
- ビルド番号がV18R067AからV19R068Cへ変更される

2021年6月8日のアップデート
- 端末起動に関する不具合（SDカードを挿入した状態では起動できない場合がある）が改善される
- 音声通話の不具合（着信ができず、着信履歴も残らない場合がある）が改善される
- 「LINE WORKS」の不具合（ビデオ通話をする際、アプリが強制終了する場合がある）が改善される
- セキュリティ更新が行われ、設定メニューのセキュリティパッチが2021年5月となる
- ビルド番号がV19R068CからV22R071Aへ変更される

2021年7月20日のアップデート
- マイクに関する不具合（特定のWeb会議用アプリでイヤホンマイクを利用して通話する際、自分の声を端末のマイクで拾う場合がある）が改善される
- セキュリティ更新が行われ、設定メニューのセキュリティパッチが2021年7月となる
- ビルド番号がV22R071AからV23R072Bへ変更される

2021年8月19日のアップデート
- OSのバージョンアップによりAndroid 11となる
- チャットやSNSアプリ等に関する通知が通知領域の上部に固定化され、どの画面からでもチャットにアクセス可能なバブルが追加される
- アプリの位置情報・マイク・カメラに関するユーザー許諾の選択肢に「今回だけ」が追加され、一定期間利用していないアプリから過去に付与された位置情報やマイクなどへのアクセス権限を自動的に削除する機能が追加される（権限の自動削除は設定が必要）
- プレイ中のゲーム録画などが可能となる「スクリーン レコード」が追加される
- スマートフォンを振ることでアプリがスグに起動する「スグアプ」が追加される（初期設定では、1回振りに「d払いアプリ」が設定されている）
- 電源メニューのUIが変わり、デバイスコントロール画面を追加（スマートデバイスを電源メニューから制御可能となる）[7]
- ビルド番号がV23R072BからV35R047Bへ変更される

2021年9月27日のアップデート
- 品質改善が行われる
- セキュリティ更新が行われ、設定メニューのセキュリティパッチが2021年9月となる
- ビルド番号がV35R047BからV36R048Bへ変更される

2021年11月24日のアップデート
- 音楽再生アプリの不具合（音楽を再生する際、端末のスピーカーから音が聞こえない場合がある）が改善される
- セキュリティ更新が行われ、設定メニューのセキュリティパッチが2021年11月となる
- ビルド番号がV36R048BからV37R050Aへ変更される

2022年2月1日のアップデート
- シンプルホームに配置された全てのアプリで通知ドットが表示されるようになる
- セキュリティ更新が行われ、設定メニューのセキュリティパッチが2022年1月となる
- ビルド番号がV37R050AからV38R051Cへ変更される

2022年3月7日のアップデート
- Wi-Fiの不具合（まれに接続できない場合がある）が改善される
- ビルド番号がV38R051CからV39R053Aへ変更される

2022年3月29日のアップデート
- USB機器接続時の不具合（自動検出を有効にしても、自動検出されない場合がある）が改善される
- セキュリティ更新が行われ、設定メニューのセキュリティパッチが2022年3月となる
- ビルド番号がV39R053AからV40R054Bへ変更される

2022年6月13日のアップデート
- 数字入力画面の不具合（0などを長押しし記号を表示した際、指を離しても記号の表示が消えない場合がある）が改善される
- セキュリティ更新が行われ、設定メニューのセキュリティパッチが2022年5月となる
- ビルド番号がV40R054BからV41R055Bへ変更される

2022年10月5日のアップデート
- OSのバージョンアップによりAndroid 12となる
- プライバシーが強化され、アプリがカメラやマイクの使用していることが明瞭化されるようにアイコンを追加。また、位置情報を許可する際、対応アプリ利用時に粒度を正確とおおまかの2種類から選択可能となる
- クイック設定や通知が大幅にリニューアルされ、モバイルネットワークとWi-Fiを一括で管理できるようになる
- 1画面に収まらない表示をスクリーンショットする場合、画面に表示されていない部分を含めて1つのスクリーンショットとして撮れるようにする「スクロールスクリーンショット」が追加される
- 着信履歴に関する不具合（1回の音声着信で2件登録される場合がある）が改善される
- まれに電源再起動を繰り返す場合がある不具合が改善される
- セキュリティ更新が行われ、設定メニューのセキュリティパッチが2022年8月となる
- ビルド番号がV41R055BからV68R058Aへ変更される

2023年1月11日のアップデート
- OSバージョンアップ後、端末が起動できない場合がある不具合が改善される
- セキュリティ更新が行われ、設定メニューのセキュリティパッチが2022年10月となる
- ビルド番号がV68R058AからV69R062Aへ変更される